# Сорняки (фильм)
«Сорняки» — фильм режиссёра Джона Д. Хэнкока, снятый им в 1987 году.

## Сюжет
Ли Амстеттер (Ник Нолти), приговорённый к пожизненному заключению в тюрьме Сан-Квентин, после нескольких попыток самоубийства находит вдруг выход для себя в чтении книг. Вскоре он и сам начинает писать, и как результат появляется пьеса «Сорняки», а затем и её постановка на тюремной сцене. Благодаря репортёру, увидевшему и запечатлевшему это событие, пьеса становится известна далеко за пределами тюремных стен…

## В ролях
- Ник Нолти — Ли Амстеттер
- Эрни Хадсон — Багдад
- Уильям Форсайт — Берт
- Марк Ролстон — Дэйв
- Лейн Смит — Клод
- Джо Мантенья — Кармине
- Энн Рэмси — мать Ли
- Кирстен Бейкер — Кирстен